# Nuri as-Sa’id
Nuri as-Sa’id, arab. ‏نوري السعيد‎ (ur. 1888, zm. 15 lipca 1958) – iracki polityk, wieloletni premier Iraku w czasach monarchii haszymidzkiej. Jeden z twórców nowoczesnego państwa irackiego i najbardziej wpływowy polityk w Iraku od początku lat 30. XX wieku do śmierci w czasie rewolucji irackiej. Orędownik prozachodniego (w szczególności probrytyjskiego) kursu w polityce zagranicznej Iraku, monarchii i tradycyjnego systemu społecznego opartego na wielkiej własności ziemskiej, wrogi panarabizmowi. Negatywnie odnosił się do systemu wielopartyjnego, w latach 1939–1941, 1941–1943, 1949 i 1954–1956 rządził jako premier w sposób autorytarny, dzieląc się władzą jedynie z regentem Abd al-Ilahem, a następnie z królem Fajsalem II i jego dworem.

## Życiorys
Urodził się w rodzinie o mieszanym turkmeńskim, kurdyjskim i arabskim pochodzeniu. Z wykształcenia był oficerem. Studiując w akademii wojskowej w Stambule dołączył do Sprzysiężenia – tajnego stowarzyszenia wojskowych arabskich, których celem było oderwanie do Imperium Osmańskiego prowincji zamieszkanych przez ich rodaków.
Należał do najważniejszych postaci w powstałej w końcu drugiej dekady XX w. partii Przymierze Irackie. Opowiadała się ona za utworzeniem w Iraku monarchii konstytucyjnej na wzór brytyjski i uzyskaniu, przy pomocy Wielkiej Brytanii, niepodległości kraju „w jego naturalnych granicach”.

### Układ brytyjsko-iracki i ostatnie lata mandatu brytyjskiego
Po powstaniu irackiej monarchii brał udział w tworzeniu sił zbrojnych Iraku i w lutym 1921 został szefem sztabu armii irackiej.
Znaczącą postacią na irackiej scenie politycznej stał się w końcu lat 20. XX wieku jako przywódca jednej z najważniejszych frakcji politycznych na dworze Fajsala I. Należeli do niej dawni członkowie Przymierza Irackiego i uczestnicy nieudanego powstania w 1920. Z czasem stał się najbliższym współpracownikiem króla. Tekę premiera Iraku (ówcześnie nadal mandatu brytyjskiego) objął po raz pierwszy w marcu 1930, po odejściu Nadżiego as-Suwajdiego, do którego przyczynił się swoją krytyką. Objęcie przez niego stanowiska poparli Brytyjczycy.
As-Sa’id negocjował w 1930 brytyjsko-iracki traktat, który regulował przyszłe stosunki między obydwoma krajami co najmniej na dwadzieścia lat (po takim czasie mógł być renegocjowany). Traktat dawał królowi Iraku pełnię kontroli nad wewnętrznymi problemami kraju i nad obronnością, zastrzegając jednak dla Wielkiej Brytanii prawo do korzystania z całej militarnej infrastruktury państwa w razie wojny. W kraju pozostały brytyjskie bazy wojskowe, a Wielka Brytania miała zapewniać armii irackiej dostawy dla wojska i kierować do Bagdadu doradców wojskowych. Postanowienia traktatu nie zostały w Iraku przyjęte z zadowoleniem, jednak przeciwko premierowi nie istniała żadna zorganizowana opozycja. Krytyka ostatecznie ustała pod wpływem gwarancji rychłego uzyskania pełnej niepodległości. Jedynie Kurdowie nadal odnosili się do działalności as-Sa’ida sceptycznie, gdyż projekt traktatu nie przewidywał dla nich żadnej autonomii administracyjnej ani kulturalnej.
W wyborach powszechnych w 1930 zwolennicy as-Sa’ida, jego współpracownicy i klienci odnieśli zdecydowany sukces, co pozwoliło na szybką ratyfikację traktatu brytyjsko-irackiego. Nadal trwały jednak zamieszki w części kraju zamieszkanej przez Kurdów. Premier złożył Kurdom szereg obietnic, dotyczących możliwości posługiwania się językiem kurdyjskim i nominowania urzędników narodowości kurdyjskiej, jednak nie uważał kwestii kurdyjskiej za najważniejszy problem państwa i nie wywiązywał się ze swoich słów. Za znacznie ważniejsze uważał podźwignięcie Iraku z kryzysu gospodarczego, w którym kraj znalazł się na początku dekady. Aby uzyskać natychmiastowe dochody dla irackiego budżetu, w 1931 zgodził się na udzielenie brytyjskiej Iraq Petroleum Company wyłącznej koncesji na poszukiwania i eksploatację ropy w Iraku północno-wschodnim, połączonej ze zwolnieniem z podatków w zamian za coroczną zryczałtowaną wpłatę w złocie. Porozumienie to umożliwiło Irakowi uzyskanie dochodu, który w latach 1931 i 1932 stanowił 1/5 całego wpływu do budżetu, jednak wzbudziło wśród krajowych polityków znaczne kontrowersje. Fakt, iż w parlamencie nadal dominowali zwolennicy premiera, pozwolił na szybką ratyfikację umowy. W 1931 w Iraku powstała jednak pierwsza partia, która mogła realnie zagrozić dotąd niepodzielnie rządzącej grupie - Partia Bractwa Narodowego na czele z Jasinem al-Haszinim oraz Dżafarem Abu at-Timmanem.
Nowa partia, w porozumieniu ze zrzeszającym kupców i wytwórców miejskich Stowarzyszeniem Rzemieślniczym, zorganizowała przeciwko premierowi strajk powszechny w miastach południowego Iraku. Wybuchł on w lipcu 1931 i po miesiącu został stłumiony (siły bezpieczeństwa aresztowały część organizatorów, skutecznie zastraszając uczestników protestów). Klęska strajku była poważnym ciosem dla opozycji i triumfem premiera, który skupił wokół siebie nie tylko dawnych zwolenników, ale i tych, którzy obawiali się, że w przyszłości znaczny wpływ na politykę iracką mogą zyskać działające wspólnie organizacje robotnicze i chłopskie. W tym samym roku as-Sa’id po raz kolejny stracił kontrolę nad protestami w Kurdystanie i musiał prosić o wsparcie armię brytyjską.

### Pierwsze lata niepodległości. Za rządów Fajsala
Po uzyskaniu pełnej niepodległości przez Irak w 1932 król Fajsal poprosił as-Sa’ida o rezygnację z urzędu, pragnął bowiem sformować bardziej umiarkowany gabinet. Na czele rządu stanął Nadżi Szaukat, w parlamencie wybrany w 1933 nadal w większości byli klienci byłego premiera, w opozycji zaś znaleźli się deputowany Partii Bractwa Narodowego. Atakowany przez nich rząd Szaukata upadł. Nowym premierem Iraku został Raszid Ali al-Kilani, as-Sa’id wszedł do gabinetu w charakterze ministra. Gabinet al-Kilaniego funkcjonował do jesieni 1933.

### Za rządów Ghaziego
W 1938 na żądanie wojska irackiego król Ghazi I (syn Fajsala, zmarłego w 1933) mianował go premierem po raz drugi. Nuri as-Sa’id pozostawał w dobrych relacjach z oficerami, którzy w ciągu poprzednich kilku lat zdominowali krajowe życie polityczne, przez co mógł realnie sprawować władzę. Znaczenie miał także fakt, iż podzielał ich wizję polityki zagranicznej, w tym dążenia do wzmocnienia znaczenia Iraku w Palestynie, a nawet utworzenia z jej udziałem federacji arabskiej pod przewodnictwem Bagdadu i dynastii haszymidzkiej. Jeszcze przed 1938 as-Sa’id kilkakrotnie podróżował do różnych krajów arabskich i przekonywał do takiej koncepcji politycznej. W styczniu 1939 kierował delegacją Iraku na Konferencję Okrągłego Stołu w sprawie Palestyny w Londynie, jednak jego próby mediowania między Palestyńczykami i Brytyjczykami nie dały spodziewanych rezultatów.
W marcu 1939 premier oznajmił, że wykrył kierowany przez Hikmata Sulajmana spisek antykrólewski i doprowadził do skazania na śmierć (wyroki zamieniono na dożywotnie więzienie) swojego największego politycznego rywala i jego współpracowników. Oskarżenie oparte było na absurdalnych dowodach i najprawdopodobniej zostało całkowicie zmyślone przez as-Sa’ida.

### Okres regencji

#### Premier
W marcu 1939 król Ghazi, coraz bardziej krytyczny wobec działalności rządu zginął w wypadku samochodowym, co jeszcze utrwaliło pozycję as-Sa’ida na krajowej scenie politycznej (premier był zresztą podejrzewany o doprowadzenie do tragicznego wypadku). Zachował on tekę premiera pod rządami regenta, księcia Abd al-Ilaha. W maju 1939 w wyborach parlamentarnych jego zwolennicy ponownie zdominowali ciało ustawodawcze. Premier zachowywał równocześnie dobre relacje z armią.
W momencie wybuchu II wojny światowej na żądanie Wielkiej Brytanii zerwał stosunki dyplomatyczne z Niemcami i zagwarantował Brytyjczykom wszelką pomoc ze strony Iraku. Wprowadził także cenzurę, racjonowanie żywności, godzinę policyjną, rządził za pomocą dekretów. Starał się przy tym zachowywać równowagę między żądaniami brytyjskimi i nacjonalizmem arabskim, któremu hołdowali iraccy oficerowie (i z którym łączyły się sympatie proniemieckie). Zgodził się na zaproszenie do Bagdadu Muhammada Amina al-Husajniego, przywódcy przegranego powstania w Palestynie. Szybko stał się on znacząca postacią na irackiej scenie politycznej, przyczyniając się do wzrostu i tak żywych nastrojów antybrytyjskich. As-Sa’id przekonywał al-Husajniego do zalet brytyjskiej Białej Księgi z 1939, w której widział pożyteczną obietnicę niepodległości Palestyny i porzucenia projektów jej podziału między Arabów i Żydów, których napływ miał być dodatkowo ograniczony. Nie zdołał jednak wpłynąć na zmianę poglądów al-Husajniego.
W styczniu 1940 zamordowany został Rustum Hajdar, minister finansów i bliski współpracownik premiera. As-Sa’id uznał to wydarzenie za dowód istnienia szerszego spisku, wymierzonego w jego osobę, i planował wykorzystać je do pozbycia się swoich wrogów politycznych, tak jak uczynił to w marcu roku poprzedniego. Oficerowie podzielili się w kwestii oceny jego postępowania. W rezultacie kryzysu politycznego w lutym 1940 as-Sa’id ustąpił ze stanowiska. Powrócił na nie już w kolejnym miesiącu dzięki poparciu regenta i części wojskowych, którzy byli zdecydowani przeprowadzić zamach stanu, byle odtworzyć poprzedni gabinet. Autorytet as-Sa’ida został jednak znacznie nadszarpnięty. Wyznaczony przez niego minister obrony Taha al-Haszimi nie był w stanie zwalczyć wpływów „złotego czworoboku” (pułkowników Fahmiego Sa’ida, Salah ad-Dina as-Sabbagha, Mahmuda Salmana i Kamila Szabiba), który nadal był w stanie wywierać decydujący nacisk na rząd.

#### W rządzie al-Kilaniego
Polityk szybko zrezygnował z teki premiera, zgodził się jednak wejść do nowego rządu, ponownie utworzonego przez al-Kilaniego, jako minister spraw zagranicznych. Razem z regentem wierzył, że utworzenie gabinetu złożonego z polityków zdecydowanie probrytyjskich umożliwi dalsze prowadzenie polityki w tym duchu, powstrzyma natomiast „złoty czworobok”, przekonany o zwycięstwie Niemiec i ich sojuszników, a zatem o konieczności nieprowokowania III Rzeszy.
Rachuby te okazały się nietrafne, a polityka al-Kilaniego stawała się coraz bliższa kręgom wojskowym. Latem 1940 wniosek as-Sa’ida o zerwanie stosunków dyplomatycznych z Włochami został odrzucony przez innych członków rządu. Al-Kilani coraz wyraźniej współpracował ze „złotym czworobokiem” i występował przeciwko brytyjskim żądaniom. Nuri as-Sa’id przekonał regenta do rozwiązania gabinetu i utworzenia nowego rządu, na czele którego stanął al-Haszimi. Potęga wojskowych okazała się jednak większa. Po zamachu stanu i zajęciu Bagdadu as-Sa’id emigrował, podobnie zresztą jak sam regent i inni politycy z kręgu as-Sa’ida. Rząd oficerów obaliła interwencja brytyjska, po której powrócił regent.

#### Po powrocie do Iraku. 1941-1943
Nowym premierem został Dżamil al-Midfa’i, ale już po kilku miesiącach, w październiku 1941, zrezygnował, a Nuri as-Sa’id zastąpił go na urzędzie.
Głównym celem polityki as-Sa’ida stało się utworzenie federacji państw arabskich pod przewodnictwem Iraku. Jego ambicją było zjednoczenie całego Żyznego Półksiężyca w jednym arabskim państwie, z możliwością nadania autonomii libańskim maronitom i Żydom w Palestynie. Równocześnie, zdając sobie sprawę z realiów polityki irackiej, premier postrzegał aktywność polityczną w kategoriach ściśle personalnych, zaniedbując kwestie tworzenia i funkcjonowania instytucji, które mogłyby stać się fundamentem stabilności kraju i jego własnej władzy. Nie doceniał także nowych problemów państwa irackiego. Problemy etniczne i wyznaniowe rozwiązywał przy pomocy „współpracy, ustępstw i odstraszania”, natomiast nie miał koncepcji rozwiązania nowych konfliktów generowanych przez nierówności społeczne. As-Sa’id nie chciał likwidować panującego w Iraku systemu przywilejów i zmiany przestarzałej struktury królestwa, wierząc, że tworzące się napięcia będą mogły zostać rozwiązane w miarę rozwoju gospodarczego i wzrostu zamożności państwa dzięki dochodom z ropy naftowej. Uważał, że za pomocą służb bezpieczeństwa będzie w stanie kontrolować niezadowolenie społeczne i pacyfikować działania opozycji. Nie doceniał niebezpieczeństwa dla panującego systemu, jakie mogło powstać w razie sojuszu wykluczonej najuboższej ludności z warstwą nowej inteligencji (młodzi specjaliści i wojskowi), rozczarowanej brakiem perspektyw awansu społecznego - elitę irackiego społeczeństwa nadal tworzyło kilka zamożnych rodów. W rezultacie jego polityka, faworyzująca tradycyjną najzamożniejszą warstwę posiadaczy ziemskich i szajchów, zaniedbująca natomiast problemy najuboższych, prowadziła do wzrostu społecznych napięć i poparcia dla radykalnej lewicy.
Rząd as-Sa’ida na początku r. 1942 przeprowadził czystkę zwolenników rządu al-Kilaniego w wojsku i administracji państwowej; część została skazana na kary śmierci i długoletniego więzienia w procesach, których wynik był z góry przesądzony. Premier poddał represjom także osoby, które uważał za osobistych wrogów, nawet mimo protestów innych ministrów. W czystkach wspierał go jego protegowany, minister spraw wewnętrznych Salih Dżabr. Te przeprowadzone wspólnie z regentem represje sprawiły, że obydwaj zaczęli być postrzegani jako agenci obcego mocarstwa, występujący przeciw własnemu narodowi.
Od października 1943 premier razem z regentem opracowywał poprawki do konstytucji, wzmacniającej władzę królewską. Miał nadzieję, że w ten sposób definitywnie zapewni sobie poparcie Abd al-Ilaha i zdominuje scenę polityczną, nie przewidział jednak, że chwiejny i nieśmiały regent zacznie wykazywać własne poważne ambicje. W kolejnych miesiącach ich relacje pogorszyły się i w czerwcu 1944 premier odszedł ze stanowiska. Nuri as-Sa’id stracił część dawnych sojuszników, których zniechęcał jego konserwatyzm, tendencje do rządzenia w sposób autorytarny, jak również brak zainteresowania problemami bytowymi społeczeństwa (braki w zaopatrzeniu, inflacja) przy równoczesnym utrzymywaniu cenzury i ścisłej kontroli nad wszelkimi działającymi w kraju organizacjami.
Nuri as-Sa’id objął urząd premiera po raz czwarty w 1946, gdy na fali społecznych niepokojów wywołanych nierozwiązanym problemem ubożenia społeczeństwa upadł gabinet Arszada al-Umariego. Doprowadził do aresztowania przywódców rosnącej w poprzednich latach w siłę Irackiej Partii Komunistycznej, w tym jej twórcy Jusufa Salmana Jusufa. Następnie as-Sa’id zrezygnował z teki premiera, sugerując, by jego miejsce zajął Salih Dżabr. Skupił się na tworzeniu Ligi Arabskiej, widząc, że wobec oporu Arabii Saudyjskiej i Egiptu mało prawdopodobna jest realizacja jego planów federacji krajów arabskich. Kształt tej organizacji był w znacznej mierze rezultatem jego pomysłów, a zaangażowanie w tworzenie organizacji sprawiło, że Wielka Brytania zaczęła przyglądać się jego aktywności z większa rezerwą. Starał się również z drugiego szeregu kreować iracką politykę zagraniczną opartą na sojuszach z Turcją i Transjordanią, przekonał się jednak, że jego wizja nie była podzielana przez regenta i część jego otoczenia, w którym zwyciężały nadzieje na unię z Republiką Syryjską, od 1946 całkowicie suwerenną. As-Sa’id wolał również pozostawać w cieniu z uwagi na nadchodzące renegocjacje układu brytyjsko-irackiego, które przyczyniły się do wzrostu antybrytyjskich nastrojów.

#### Piąty rząd
Po raz piąty Nuri as-Sa’id został premierem w 1949, po klęskach Arabów w wojnie z Izraelem. Podobnie jak poprzednio, polityczny chaos postanowił zakończyć metodą twardych represji, przede wszystkim przeciwko Irackiej Partii Komunistycznej i jej prawdziwym lub domniemanym sympatykom. W ramach antykomunistycznej kampanii osądzony i stracony został przebywający od trzech lat w więzieniu Jusuf Salman Jusuf. Z wojny z Izraelem as-Sa’id wycofał się, wykorzystując jako pretekst odrzucenie swojego planu pokojowego dla Palestyny (uznanie Izraela, utworzenie państwa palestyńskich Arabów na wielu ziemiach opanowanych w czasie wojny przez siły żydowskie). Z polecenia premiera powstała również komisja śledcza, której zadaniem było zbadanie przyczyn klęski w wojnie. Dostrzegając pewne uchybienia po stronie irackiej, komisja orzekła, że o przegranej przesądziły błędy popełnione przez innych członków arabskiej koalicji. Nuri as-Sa’id poddał również prześladowaniom iracką społeczność żydowską. Najpierw groził jej masową deportacją, która mogła być zawieszona tylko w razie umożliwienia uchodźcom palestyńskim powrotu na ziemie, które musieli opuścić po wojnie z lat 1948-1949. Następnie sugerował wymianę Żydów irackich na wypędzonych Palestyńczyków. Rosnące nastroje antyżydowskie w Iraku sprawiły, że po 1950 praktycznie cała ta społeczność emigrowała do Izraela, a jej majątek przejął iracki rząd.
W polityce wewnętrznej premier w 1949 wydał manifest, w którym zasugerował ustanowienie w Iraku systemu jednopartyjnego. Nowa partia, jedyna legalna w państwie, miała jednoczyć polityków wokół zwalczania radykałów i budowania dobrobytu gospodarczego kraju. Jego koncepcja nie wzbudziła jednak entuzjazmu, zarzucono mu dążenie do osobistej dyktatury. Mimo to w listopadzie 1949 premier utworzył Konstytucyjną Partię Jedności, w której zgromadził swoich zwolenników i klientów.
Zdecydowanie niechętnie premier odnosił się do projektów unii iracko-syryjskiej, które ożyły w Damaszku po zamachu stanu Husniego az-Za’ima. Za unią opowiadał się natomiast iracki regent. Tak powstały spór doprowadził do rezygnacji as-Sa’ida w listopadzie 1949. Nowy rząd Alego Dżaudata al-Ajjubiego utrzymał się do lutego 1950, po czym regent wyznaczył na nowego premiera Taufika as-Suwajdiego. Chociaż as-Sa’id nie objął żadnej teki w kolejnym gabinecie, jego wpływ na rząd był oczywisty. Oprócz tego kontrolował zdominowany przez swoich zwolenników i klientów parlament.

#### Szósty rząd
Wewnętrzne konflikty w rządzie as-Suwajdiego sprawiły zresztą, że upadł on po siedmiu miesiącach. Wówczas premierem Iraku po raz kolejny został as-Sa’id, który sam zasugerował regentowi własną kandydaturę. W poczuciu własnej siły zrezygnował ze starań o delegalizację innych partii poza swoją własną. Był w stanie samodzielnie decydować o polityce gospodarczej Iraku. Wspierany przez szajchów i zamożnych notabli miejskich nie zajął się kwestią reformy rolnej i podziału ziemi, lecz postanowił oprzeć całą krajową ekonomikę na dochodach z ropy naftowej. Uzyskał wprawdzie znacznie lepsze warunki podziału zysków z Iraq Petroleum Company (w 1952 brytyjska firma zgodziła się dzielić po połowie dochodami z rządem irackim), lecz i te postanowienia budziły niedosyt i kontrowersje. Opozycja nie miała przy tym praktycznej możliwości działania, gdyż premier kontrolował cały kraj dzięki policji.
W lipcu 1952 as-Sa’id ponownie złożył urząd, postanawiając na nowo kierować krajową polityką z drugiego szeregu. Taką też kontrolę miał nad nowym rządem al-Umariego, tym razem w zgodzie z regentem. Gabinet al-Umariego upadł jednak po fali protestów ludowych już w listopadzie.

### Pod rządami Fajsala II

#### Minister obrony. Rządy z drugiego szeregu
Nowe wybory parlamentarne przyniosły zdecydowane zwycięstwo Konstytucyjnej Partii Jedności. W styczniu 1953 nowy rząd utworzył al-Midfa’i, ale to as-Sa’id, minister obrony, był najważniejszą postacią w gabinecie. Na nowo opanował ambicje polityczne najwyższych oficerów, czasowo udaremniając interwencję armii w krajowej polityce. Nie dostrzegł jednak rodzącej się konspiracji młodszych wojskowych (iraccy Wolni Oficerowie), biorących za wzór egipską organizację, która w 1952 obaliła w swoim kraju monarchię. W maju wiek dorosły osiągnął król Fajsal II, ale dawny regent, który został następcą tronu, nadal odgrywał ważną rolę polityczną. Wpływy as-Sa’ida pozostały decydujące: gdy al-Midfa’i w sierpniu 1953 podał się do dymisji, były premier odegrał znaczącą rolę w podjęciu przez króla decyzji o mianowaniu nowym szefem rządu Fazila al-Dżamalego. Nowy gabinet miał zdecydowanie reformatorskie oblicze, a kierunek ten as-Sa’id poparł, widząc w ewolucyjnych zmianach szansę na powstrzymanie niezadowolenia społecznego w kręgach młodych i wykształconych szyitów miejskich. Po roku jednak porzucił al-Dżamalego, widząc, że programu rządu nie popiera ani król, ani jego własna partia (al-Dżamali wbrew woli wielkich posiadaczy ziemskich, stanowiących zaplecze polityczne as-Sa’ida, planował reformę rolną). Widząc, że król na nowo rozważa odrzucany przez niego projekt unii z Syrią, sam także nie zgodził się zostać premierem i emigrował do Europy.

#### Siódmy rząd
Pod wpływem narastających społecznych niepokojów następca tronu, mimo swoich obaw dotyczących osoby as-Sa’ida, osobiście udał się do Europy, by prosić go o ponownie utworzenie rządu. Stało się tak w sierpniu 1954. Premier rozwiązał własną partię i zażądał tego samego od pozostałych organizacji, zaś te, które nie chciały się na to zgodzić, zlikwidował. Następnie zdelegalizował partie w ogóle, twierdząc, że system wielopartyjny z powodzeniem zastąpi „wspólna praca dla dobra kraju”. Na nowo wszczął również represje antykomunistyczne, które następnie rozszerzył na środowiska intelektualistów niechętnych jego polityce. Samodzielnie nadzorował politykę gospodarczą kraju, konserwując system panujących nierówności społecznych i ekonomicznych.
W polityce zagranicznej dążył do oparcia się na dobrych stosunkach z zachodem, jak również utrzymania sojuszy z Iranem i Turcją. Negatywnie odnosił się do panarabizmu, czy to w wersji dynastycznej (dominacja Haszymidów w zjednoczonych krajach arabskich), czy też nacjonalistycznej. W 1955 (według innej wersji w 1954) zerwał stosunki dyplomatyczne z ZSRR i zacieśnił współpracę z Turcją. Następnie przyczynił się do podpisania paktu bagdadzkiego. Był on niepopularny w wojsku irackim, gdzie koncepcje panarabskie i osoba prezydenta Egiptu Gamala Abdel Nasera zyskiwały znaczne wpływy. Dla odzyskania lojalności armii premier dążył do poprawy jej wyposażenia poprzez brytyjskie i amerykańskie dostawy, co miało skłonić oficerów do zajęcia się wyłącznie sprawami wojskowymi.

#### Kryzys sueski i jego następstwa
Kryzys sueski był dla as-Sa’ida wielkim wstrząsem. Za jego radą król Iraku wziął udział w szczycie państw arabskich w Bejrucie, ukazując swoją solidarność z Egiptem w obliczu zachodniej interwencji. Premier skierował oficjalny protest do rządu brytyjskiego, zerwał stosunki z Francją, a w kraju wprowadził stan wyjątkowy. Nie mogło to jednak stłumić nowej fali protestów. Opozycja, rosnąca od 1954, uznała wydarzenia w Egipcie za znakomity pretekst do organizacji ulicznych demonstracji. W Bagdadzie premier stłumił je przy pomocy sił bezpieczeństwa, m.in. zamykając szkoły, by uniemożliwić manifestowanie silnie obecnym na ulicach nauczycielom, uczniom i studentom. Nie zdołał jednak całkowicie powstrzymać wrogich wobec siebie ruchów na prowincji. Tam ukształtował się Front Jedności Narodowej, występujący z umiarkowanym programem antyrządowym. Domagał się wystąpienia z paktu bagdadzkiego i ostatecznej rezygnacji z bliskich kontaktów z zachodem, respektowania wolności konstytucyjnych, zniesienia stanu wyjątkowego, demokratyzacji kraju.
Niektóre żądania Frontu, w tym zniesienie stanu wyjątkowego, zostały zrealizowane po zakończeniu kryzysu sueskiego. Następnie as-Sa’id, zniechęcony sporami we własnym gabinecie, ponownie podał się do dymisji.

#### Federacja Arabska i rewolucja w Iraku
W grudniu 1957 zaczął ponownie kierować rządem de facto, z drugiego szeregu – premierem został jego protegowany, zamożny właściciel ziemski Abd al-Wahhab Mirdżan. Po powstaniu na początku 1958 Zjednoczonej Republiki Arabskiej, zagrażającej dotychczasowej pozycji Iraku w regionie i wzmacniającej wpływy naseryzmu, as-Sa’id doprowadził do powstania Unii Arabskiej, jednoczącej w opozycji do ZRA Irak i Jordanię, z perspektywą dołączenia do sojuszu Kuwejtu. Wówczas Mirdżan podał się do dymisji i as-Sa’id został premierem po raz ósmy. W swoim rządzie po raz pierwszy uwzględnił nie tylko ministrów szyickich i sunnickich, ale i Kurdów. W maju 1958, po ratyfikacji aktu unii iracko-jordańskiej, as-Sa’id został premierem powstałej w ten sposób Federacji Arabskiej.
W nocy z 13 na 14 lipca 1958 iracka monarchia została obalona przez zamach stanu przeprowadzony przez Wolnych Oficerów na czele z brygadierem Abd al-Karimem Kasimem i pułkownikiem Abd as-Salamem Arifem. Premier Nuri as-Sa’id uciekł przebrany za kobietę, gdy jego dom został otoczony przez spiskowców, jednak został rozpoznany i zabity na ulicy.
Szwagier Dżafara al-Askariego.